# Biltong

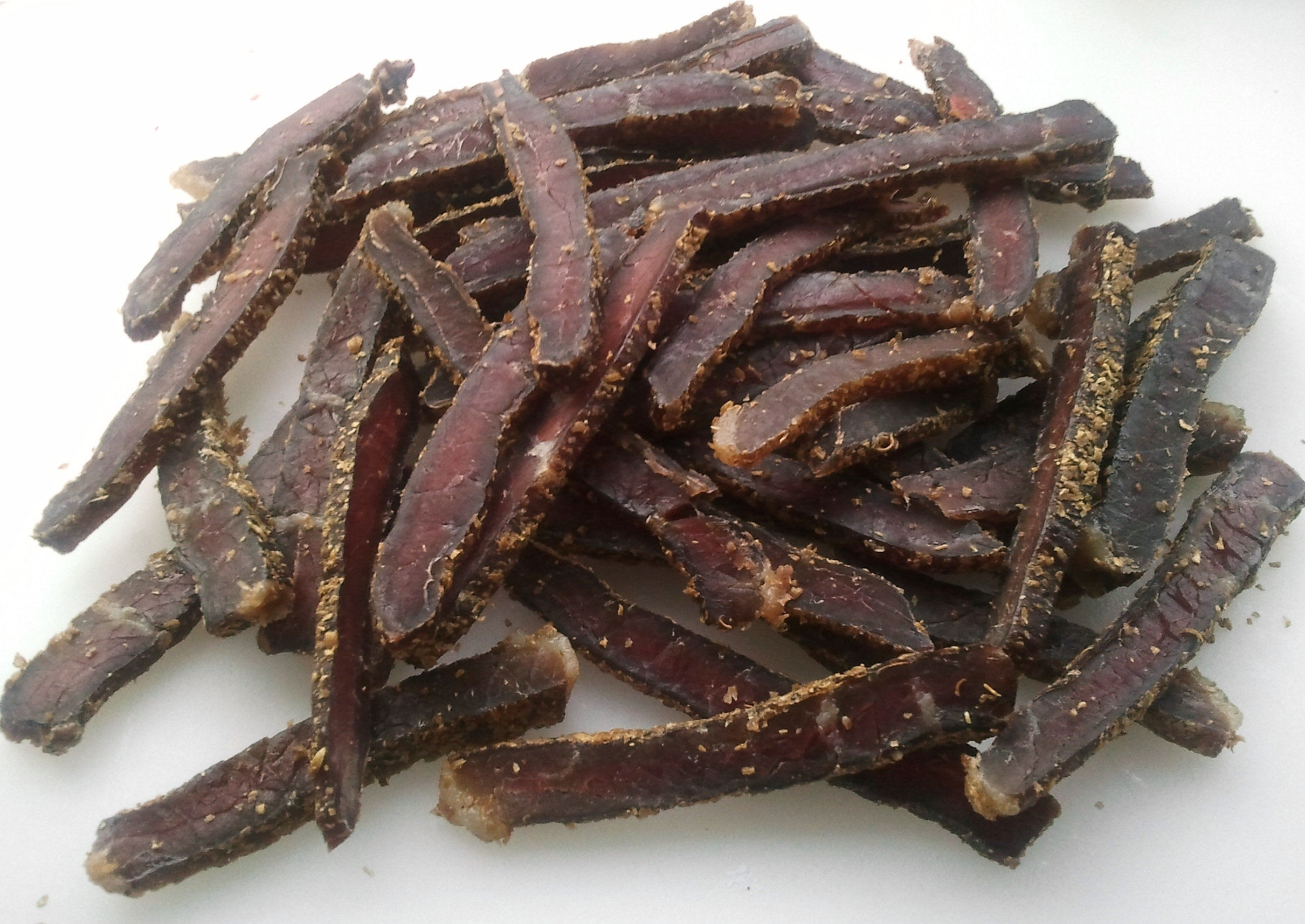
Strimlad Biltong.

Biltong är soltorkat kött, som traditionellt användes av boerna under långfärder och i fält. Biltong har även kallats "afrikansk pemmikan".